# Acronicta cinarescens
Acronicta cinarescens är en fjärilsart som beskrevs av Igor Kozhanchikov 1950. Acronicta cinarescens ingår i släktet Acronicta och familjen nattflyn. Inga underarter finns listade i Catalogue of Life.